# Noureen DeWulf
Pour les articles homonymes, voir Dewulf.
Noureen DeWulf née le 28 février 1984 à New York est une actrice américaine.
Elle est surtout connue pour jouer le rôle de Lacey dans la série Anger Management (depuis 2012). Elle est également reconnue pour avoir joué dans les films ; West Bank Story (2005), Hanté par ses ex (2009) et Le Plan B (2010).

## Biographie
Née à New York, Noureen est la fille de parents originaires de Pune, en Inde. Elle a grandi à Stone Mountain, une ville du comté de DeKalb, en Géorgie,. Elle a étudié à l'université de Boston.

## Carrière
Noureen a lancé sa carrière d'actrice en 2005, à l'âge de 21 ans, en jouant le rôle de Fatima dans le célèbre court-métrage West Bank Story. Dès lors, elle est apparue dans plusieurs films et séries à succès : Les Experts : Manhattan, Croqueuse d'hommes, Hawthorne : Infirmière en chef, 90210 Beverly Hills : Nouvelle Génération ou encore Chuck. Depuis 2012, elle joue le rôle de Lacey dans la série Anger Management.
En mai 2009, elle est apparue aux côtés de Matthew McConaughey dans Hanté par ses ex dans lequel elle joue Melanie. Sa performance comique a reçu des critiques très positives,,,,.

## Vie privée
Depuis février 2009, Noureen est la compagne du joueur de hockey sur glace professionnel américain, Ryan Miller. Après s'être fiancés en décembre 2010, ils se sont mariés le 3 septembre 2011. Le 20 mars 2015, elle a donné naissance à leur premier enfant, un garçon prénommé Bodhi Ryan Miller.
Bien qu'elle ait été élevée avec la religion musulmane, Noureen a déclaré qu'elle n'a aucune religion, mais qu'elle est "spirituelle" et qu'elle "croit en Dieu".

## Filmographie

### Cinéma
- 2005 : West Bank Story de Ari Sandel. Rôle : Fatima
- 2006 : Pledge This : Panique à la fac ! de William Heins et Strathford Hamilton. Rôle : PooPoo
- 2006 : American Dreamz de Paul Weitz. Rôle : Shazzy
- 2007 : Ocean's Thirteen de Steven Soderbergh. Rôle : Hôtesse Nuff Said
- 2008 : The Comebacks de Tom Brady. Rôle : Jizminder Featherfoot
- 2008 : Pulse 2 : Afterlife de Joel Soisson. Rôle : Salwa Al Hakim
- 2008 : Pulse 3 de Joel Soisson. Rôle : Salwa Al Hakim
- 2008 : Killer Pad de Robert Englund. Rôle : Delilah
- 2009 : Hanté par ses ex de Mark Waters. Rôle : Melanie
- 2010 : Le Plan B de Alan Poul (en). Rôle : Daphne
- 2010 : The Goods: Live Hard, Sell Hard de Neal Brennan. Rôle : Heather
- 2010 : The 41 Year Old Virgin Who Knocked Up Sarah Marshall And Felt Superbad About It de Craig Moss. Rôle : Kim
- 2011 : Breakaway de Akshay Kumar, Robert Lieberman. Rôle : Reena
- 2014 : They Came Together de David Wain : Mélanie
- 2018 : When We First Met de Ari Sandel : Margo
- 2019 : Love Again (Endings, Beginnings) de Drake Doremus : Noureen
- 2019 : The Wedding Year de Robert Luketic

### Télévision
- 2005 : Numb3rs, Saison 2. Rôle : Santi dans l'épisode 14.
- 2007 : Chuck, Saison 1. : Lizzie dans l'épisode 13.
- 2008 : 90210 Beverly Hills : Nouvelle Génération, Saison 1 : Nika Raygan dans les épisodes 15-16.
- 2009 : Croqueuse d'hommes (Maneater) : Polo
- 2009: Pour le meilleur et pour le pire (série télévisée) : Saison 3 épisode 19 serveuse Dina
- 2010 : Hawthorne : Infirmière en chef, Saison 2. : Judy dans les épisodes 1 et 8 à 10.
- 2010 : The Hard Times of RJ Berger, Saison 1. : Claire Sengupta à partir de l'épisode 6.
- 2011 : Outsourced : Vimi (3 épisodes), fiancée de Rajiv Gidwani joué par Rizwan Manji
- 2012-2014 : Anger Management : Lacey
- 2018-2020 : Good girls : Krystal